# Кіл-па-лас 3
Кіл-па-лас 3 (англ. Kil-pah-las 3) — індіанська резервація в Канаді, у провінції Британська Колумбія, у межах регіонального округу Каувічен-Велі.

## Населення
За даними перепису 2016 року, індіанська резервація не ма постійного населення.

## Клімат
Середня річна температура становить 9,8°C, середня максимальна – 20,6°C, а середня мінімальна – -1,7°C. Середня річна кількість опадів – 1 114 мм.
| Клімат поселення                              | Клімат поселення | Клімат поселення | Клімат поселення | Клімат поселення | Клімат поселення | Клімат поселення | Клімат поселення | Клімат поселення | Клімат поселення | Клімат поселення | Клімат поселення | Клімат поселення | Клімат поселення |
| Показник                                      | Січ.             | Лют.             | Бер.             | Квіт.            | Трав.            | Черв.            | Лип.             | Серп.            | Вер.             | Жовт.            | Лист.            | Груд.            |                  |
| Середній максимум, °C                         | 8,04             | 9,51             | 11,21            | 13,52            | 16,74            | 19,46            | 20,22            | 20,61            | 17,82            | 13,30            | 9,22             | 6,55             |                  |
| Середня температура, °C                       | 3,18             | 4,66             | 6,34             | 8,67             | 11,87            | 14,60            | 16,99            | 17,37            | 14,58            | 10,07            | 6,01             | 3,32             |                  |
| Середній мінімум, °C                          | −1,67            | −0,21            | 1,47             | 3,81             | 7,02             | 9,73             | 13,78            | 14,18            | 11,37            | 6,85             | 2,79             | 0,12             |                  |
| Норма опадів, мм                              | 191              | 117              | 106              | 65               | 45               | 35               | 21               | 29               | 32               | 101              | 188              | 184              |                  |
| Середньомісячна швидкість вітру, м/с          | 3.57             | 3.43             | 3.52             | 3.44             | 3.40             | 3.41             | 3.24             | 2.95             | 2.66             | 2.89             | 3.56             | 3.63             |                  |
| Середньомісячна сонячна радіація, кДж/м²·день | 3208             | 6049             | 9855             | 14773            | 18514            | 19951            | 21180            | 18126            | 13217            | 7115             | 3597             | 2563             |                  |
| --------------------------------------------- | ---------------- | ---------------- | ---------------- | ---------------- | ---------------- | ---------------- | ---------------- | ---------------- | ---------------- | ---------------- | ---------------- | ---------------- | ---------------- |
| Джерело:                                      |                  |                  |                  |                  |                  |                  |                  |                  |                  |                  |                  |                  |                  |